# Cardioderma cor
Cardioderma cor је сисар из реда слепих мишева (Chiroptera) и фамилије Megadermatidae.

## Угроженост
Ова врста је наведена као последња брига, јер има широко распрострањење и честа је врста.

## Распрострањење
Ареал врсте покрива средњи број држава. 
Врста је присутна у следећим државама: Судан, Сомалија, Танзанија, Уганда, Етиопија, Кенија, Џибути и Еритреја.

## Станиште
Станишта врсте су саване, жбунаста вегетација и речни екосистеми до око 940 метара надморске висине.